# Placówka Straży Granicznej I linii „Lipówka”
Placówka Straży Granicznej I linii „Lipówka” – jednostka organizacyjna Straży Granicznej pełniąca służbę ochronną na granicy polsko-niemieckiej w okresie międzywojennym.

## Geneza
W Lipówce do 1927 roku stacjonowała placówka Straży Celnej i komisariat SC „Lipówka”. Pozostałe placówki komisariatu rozmieszczone były w  miejscowościach: Korytki, Jankielówka, Witówka, Wasilówka i Wierciochy.
W roku 1927 rozwiązano Inspektorat Straży Celnej „Suwałki”, w tym komisariat Straży Celnej „Lipówka”, a rejon ochranianej granicy państwowej przekazano nowo powstałej kompanii granicznej KOP „Filipów”. W jego składzie funkcjonowała do 1939 roku między innymi strażnica KOP „Lipówka”.

## Formowanie i zmiany organizacyjne
Rozporządzeniem Prezydenta Rzeczypospolitej Polskiej Ignacego Mościckiego z 22 marca 1928 roku, do ochrony północnej, zachodniej i południowej granicy państwa, a w szczególności do ich ochrony celnej, powoływano z dniem 2 kwietnia 1928 roku  Straż Graniczną. Na odcinku suwalskim jeszcze do 1939 roku granicę ochraniał KOP. Dopiero rozkazem nr 2 z 16 stycznia 1939 roku w sprawie przejęcia odcinka granicy polsko-niemieckiej od Korpusu Ochrony Pogranicza na terenie Mazowieckiego Okręgu Straży Granicznej oraz przekazania Korpusowi Ochrony Pogranicza odcinka granicy na terenie Wschodniomałopolskiego Okręgu Straży Granicznej, komendant Straży Granicznej płk Jan Gorzechowski przeniósł komisariat SG „Janówka” do Raczek.  Tym samym rozkazem utworzył placówkę I linii „Lipówka”.
Z dniem 1 marca 1939 utworzony został posterunek SG „Witówka” podporządkowany pod każdym względem placówce „Lipówka”.

## Dowódcy placówki
| stopień            | imię i nazwisko | okres pełnienia służby | kolejne stanowisko |
| ------------------ | --------------- | ---------------------- | ------------------ |
| starszy przodownik | Wiktor Suchecki | 1 II 1939 – 21 IV 1939 | placówka „Raczki”  |
| starszy strażnik   | Wacław Gratunik | p.o. 21 IV 1939 –      |                    |